# Lisa Franchetti
Lisa Marie Franchetti (Rochester, 25 de abril de 1964) es una almirante de la Armada de los Estados Unidos que ha servido como la 33° Jefa de Operaciones Navales  desde el 2 de noviembre de 2023. Recientemente se desempeñó como la 42° Vicejefa de Operaciones Navales de septiembre de 2022 a noviembre de 2023 y como jefa interino de operaciones navales (CNO) de agosto a noviembre de 2023.
Una oficial de guerra de superficie, Franchetti se desempeñó anteriormente como director de estrategia, planes y política del Estado Mayor Conjunto de 2020 a 2022, como segunda subjefa de operaciones navales para el desarrollo de las operaciones de guerra en 2020, y comandante de la Sexta Flota de los Estados Unidos de 2018 a 2020.  También ha comandado grupos de ataque de portaaviones y las Fuerzas Navales Coreanas de Estados Unidos durante su carrera. Fue la segunda mujer ascendida a almirante de cuatro estrellas en la Armada de los Estados Unidos. Es la primera mujer en servir en el Estado Mayor Conjunto.